# Ruines romaines de Praia da Luz
Les ruines romaines de Praia da Luz sont un site archéologique présentant les vestiges d'une ancienne villa rustica se composant des ruines d'un établissement thermal et de plusieurs bassins de salaison de poissons, ces derniers étant recouverts d'un immeuble résidentiel moderne. Elles sont situées dans la freguesia de Luz, sur le territoire de la municipalité de Lagos (district de Faro, Portugal). 
Le site est classé Immeuble d'intérêt public (Catégorie IIP) depuis 1992.

## Historique
Au cours de ses fouilles au XIXe siècle, l'archéologue Estácio da Veiga (pt) a découvert plusieurs ruines parallèles à la plage et a émis l'hypothèse qu'elles appartenaient à une colonie antérieure à la période romaine.

### Thermes romains

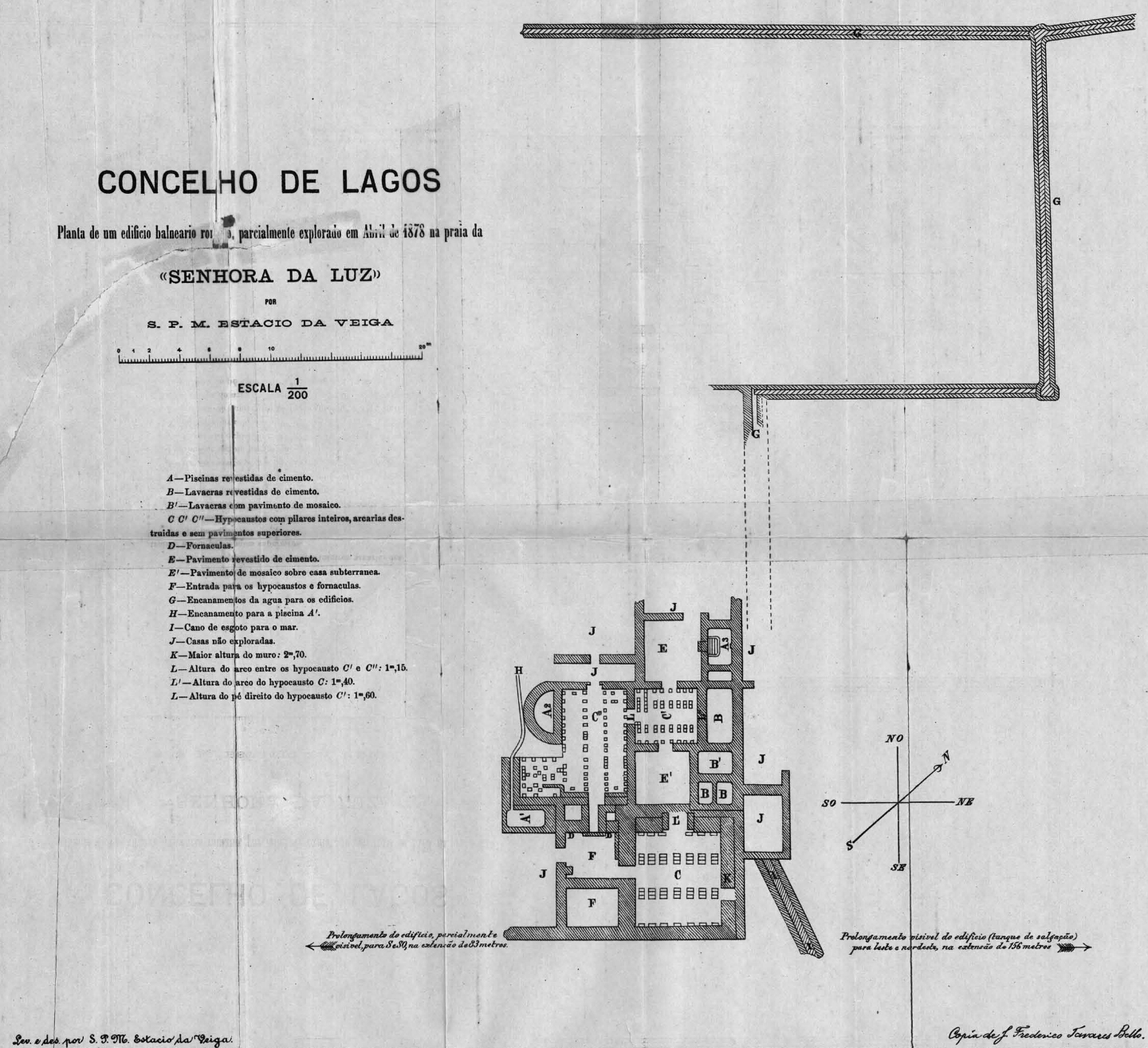
Plan des thermes romains de Praia da Luz.

Le bâtiment des thermes a été construit dans une orientation nord-est à sud-est, et avait un toit voûté. À l'intérieur, il était divisé en plusieurs salles rectangulaires, y compris un hypocauste et des réservoirs pour les bains chauds (tepidarium) et froids (frigidarium). Plusieurs de ces salles avaient des sols en mosaïque.  L'approvisionnement en eau était assuré par un système complexe de canalisations, qui était relié à la fois à l'océan et au Ribeiro da Quinta da Luz. Les thermes étaient beaucoup plus grands que ceux fouillés, avec Estácio da Veiga trouvant des traces, partiellement visibles à l'époque, de la continuation du bâtiment dans  la direction sud et sud-ouest, sur une longueur de 83 m.

### Citernes de salaison
À l'est et au nord-est de la station, un complexe industriel a été construit pour la préparation de produits de la pêche, et il se composait de plusieurs cetarias (Cisterna salsamentaria (la)), avec une extension de 156 m. Le complexe se composait de trois bâtiments divisés par des rues et construits en phases successives : un grand réservoir ancien qui a été presque entièrement transformé en un ensemble de cetaria, un entrepôt qui a ensuite été agrandi au détriment d'une partie d'une rue et qui a également été partiellement utilisé pour les cetaria, et un troisième bâtiment, de plus petite taille, qui ne comptait que quelques cetaria.

## Galerie

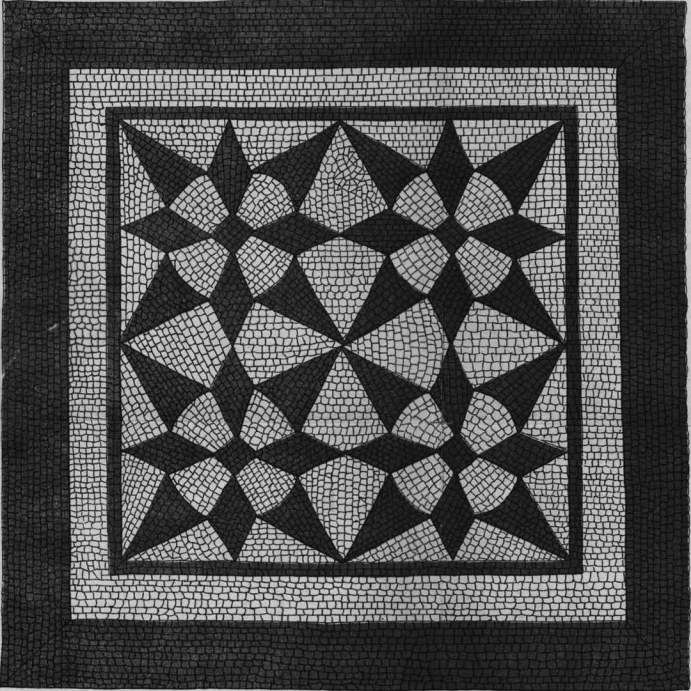
Mosaïque des thermes.
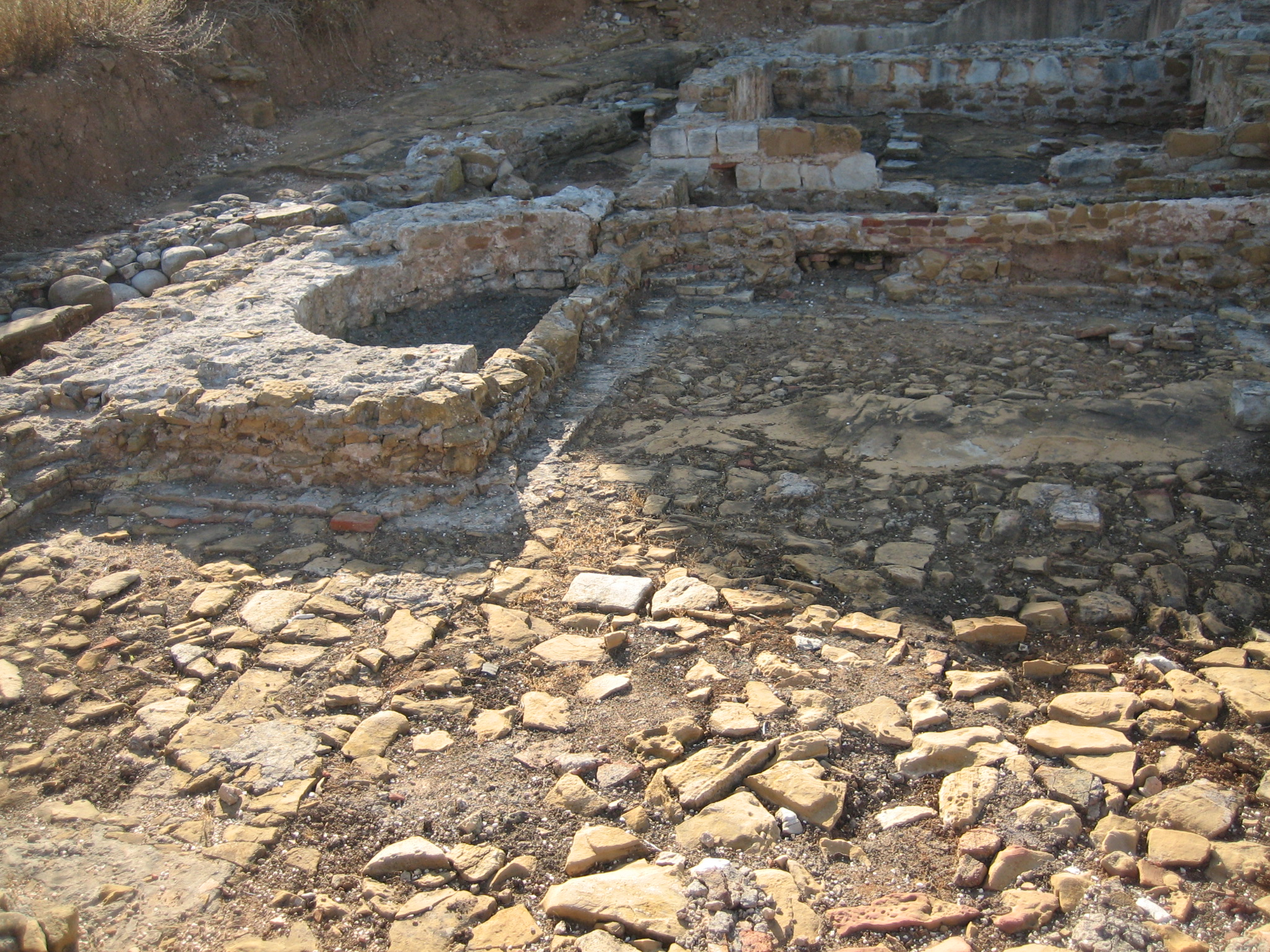
Bassin des thermes.